# Alizé Carrère
Alizé Carrère (1989) é uma investigadora climática, cineasta e comunicadora científica franco-americana. Como cientista social, a sua investigação académica e produção cinematográfica centra-se essencialmente na resiliência humana e a sua adaptação em ambientes físicos face às mudanças climáticas.

## Carreira
Em 2013, enquanto frequentava a Universidade McGill em Montreal, Canadá, Alizé Carrère ganhou uma bolsa pela National Geographic, que utilizou para viajar até Madagáscar, onde estudou como os agricultores se estavam a adaptar à desflorestação da ilha. Dessa experiência, onde observou agricultores que usavam ravinas erosivas como locais únicos para o cultivo dos seus alimentos, surgiu a sua pesquisa e trabalho de análise sobre o processo de aprendizagem e adaptação pelo qual as pessoas aprendem a se adaptar às mudanças ambientais profundas.
Fruto do seu trabalho, recebeu duas bolsas adicionais da National Geographic Society e fundos cinematográficos do The Redford Center e da PBS para apoiar a conclusão de uma série de filmes baseada nesse trabalho, intitulada ADAPTATION. Alizé Carrère é também a criadora, produtora e apresentadora da série, distribuída pela PBS. O primeiro episódio documentou as adaptações comunitárias face à subida do nível do mar no Bangladesh, centrando-se na criação de explorações agrícolas, escolas e hospitais flutuantes construídas em bambu e aguapé. O episódio ganhou o prémio de melhor curta-metragem no WILD Film Festival de Nova York e o prémio Norman Vaughn Indomitable Spirit no Telluride Mountainfilm Festival. O segundo episódio examinava como uma espécie invasora de peixe de água doce, a carpa asiática, dominou rios e lagos nos Estados Unidos, alterando e ameaçando o seu ecosistema, centrando-se no que as comunidades ao redor dos rios Mississippi e Ohio estão a fazer para resolver o problema.
Previamente, Alizé trabalhou para a Lindblad Expeditions, projetando e liderando expedições pela costa da Europa a bordo do navio de 102 passageiros da frota National Geographic Orion. 
Em 2021, realizou um doutorado de Filosofia em Ciência e Política de Ecossistemas no Abess Center da Universidade de Miami.